# Eda Kriseová

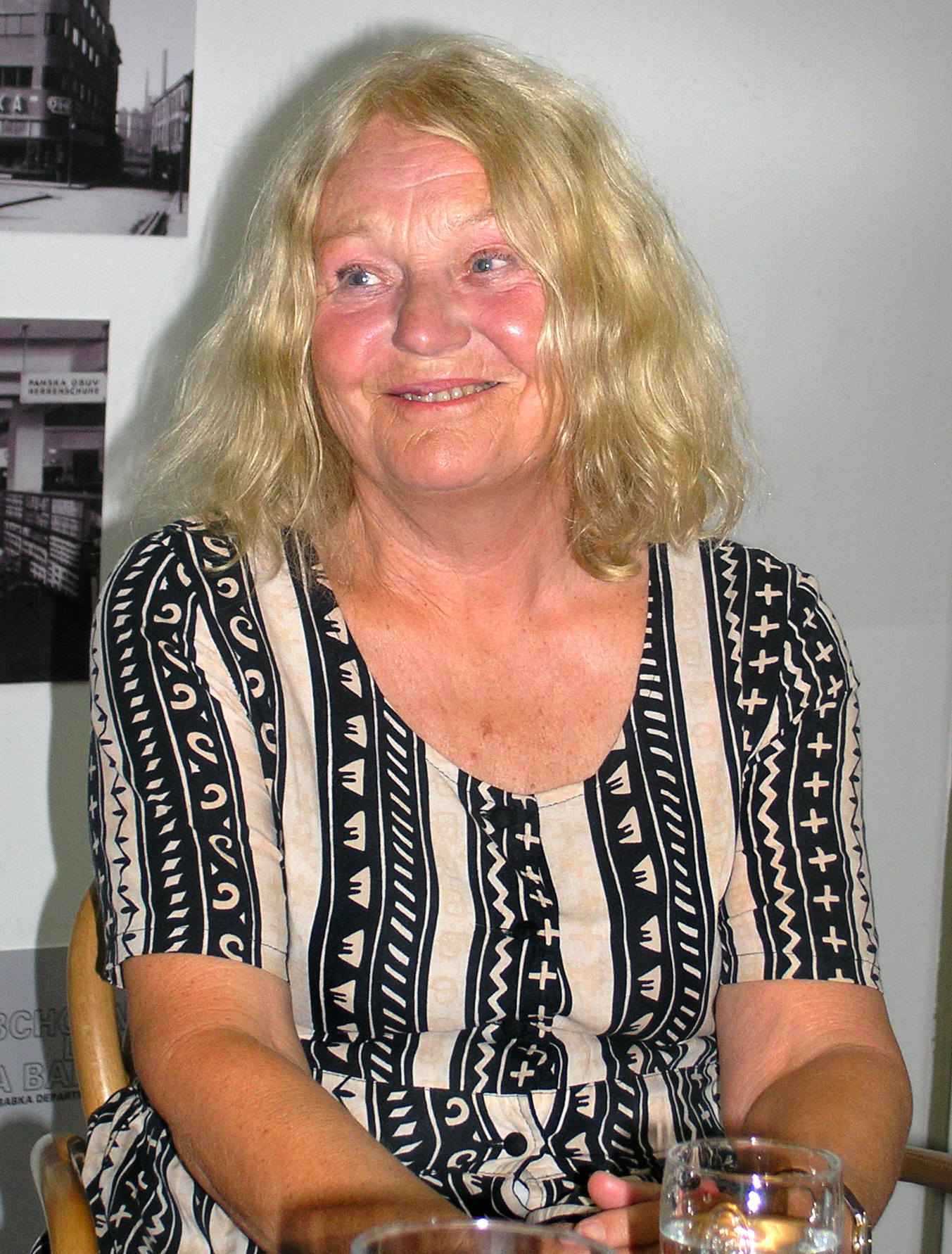
Eda Kriseová (2011)

Eda Kriseová (* 18. Juli 1940 in Prag) ist tschechische Journalistin und Schriftstellerin.

## Leben
Nach dem Abitur studierte Eda Kriseová Journalismus und Volkskunde an der Prager Universität. Tief geprägt wurde sie in diesen Jahren durch Jan Patočka, sowohl durch seine Persönlichkeit als auch durch seine Philosophie. Anschließend arbeitete sie bis 1968 für die Zeitschriften Mladý svět (Junge Welt) und Literární noviny (Literaturzeitung). 1969 nahm sie die Stelle einer Reporterin in der Zeitschrift Listy an. Ende 1969 arbeitete Kriseová als Assistentin des Instituts für Theorie und Geschichte des Nachrichtenwesens an der Karls-Universität. 1972 wurden ihre Werke verboten und sie wurde im Archiv der Universität beschäftigt, aber auch dort 1976 entlassen.
Nach der Samtenen Revolution berief sie Präsident Václav Havel in seinen Beraterstab. Nach 1992 widmete sie sich nur noch der literarischen Tätigkeit.
Eda Kriseová lehrte an der George Washington University in Washington, D.C. und hielt Vorlesungen an weiteren Hochschulen in den USA und in Deutschland.

## Mitgliedschaften
- Obec spisovatelů (Tschechischer Schriftstellerverband)

## Schriften

### In deutscher Übersetzung
- Die Pompejanerin. Roman. Übersetzt von Paul Kruntorad. Reich, Luzern / Hoffmann und Campe, Hamburg 1980, ISBN 3-455-02301-0 (tschechisch: Pompejanka, 1980).
- Der Kreuzweg des Karossenkutschers. Geschichten aus einem Irrenhaus. Übersetzt von Susanne Roth. Bund-Verlag, Köln 1985, ISBN 3-7663-0947-1 (tschechisch: Křížová cesta kočárového kočího. Devět povídek z psychiatrické léčebny, 1977).
- Václav Havel. Dichter und Präsident. Die autorisierte Biografie. Übersetzt von Eckhard Thiele, Gudrun Heißig und Marianne Pasetti. Rowohlt, Berlin 1991, ISBN 3-87134-012-X (tschechisch: Václav Havel: Životopis, 1991).
- mit Pavel Kohout: Prag. dtv, München, 5., aktualisierte und überarbeitete Aufl. 1991, ISBN 3-423-03723-7.
- mit Jiři Gruša und Petr Pithart: Prag. Einst Stadt der Tschechen, Deutschen und Juden. Übersetzt von Joachim Brus. Langen-Müller, München 1993, ISBN 3-7844-2411-2.

### Werke für Kinder
- Tereza a Majda na horách, nakl. Atlantis 2001, ISBN 80-7108-053-5
- Prázdniny s Bosonožkou, nakl. Albatros 2007, ISBN 978-80-00-01919-2